# Jephtas Gelübte
Jephthas Gelübde («El juramento de Jefté») es la primera ópera compuesta por Giacomo Meyerbeer. El libreto, basado en el relato bíblico consagrado a Jefté, es de Aloys Schreiber. Se estrenó en el Hofoper de Múnich el 23 de diciembre de 1812.

## Personajes
| Personaje                              | Tesitura | Reparto del estreno, 23 de diciembre de 1812 (Director: - ) |
| -------------------------------------- | -------- | ----------------------------------------------------------- |
| Jephta (Jefté)                         | barítono | Christian Lanius                                            |
| Sulima, hija de Jefté                  | soprano  | Helena Harlas                                               |
| Asmaweth, amado de Sulima              | tenor    | Georg Weixelbaum                                            |
| Tirza, criada de Sulima                | soprano  | Mlle. Flerr                                                 |
| Abdon, contramaestre, ama a Sulima     | bajo     | Herr Mittermayr                                             |
| Sumo Sacerdote                         | Bajo     | Herr Schwadke                                               |
| Levitas, de prisioneros y de guerreros | Coro     |                                                             |